# Limba liguriană

Răspândirea limbii liguriene.

Limba liguriană, ligură sau genoveză (lìgure sau zeneize) este o limbă galo-italică vorbită în principal în teritoriile fostei Republici Genova, care cuprind acum regiunea Liguria din nordul Italiei, părți din coasta mediteraneană a Franței, Monaco (unde limba se numește Monegasque), satul Bonifacio din Corsica și satele Carloforte de pe Insula San Pietro și Calasetta de pe Insula Sant'Antioco din sud-vestului Sardiniei. Face parte din continuumul dialectal galo-italic și romanic occidental. Deși face parte din limbile galo-italice, limba liguriană prezintă mai multe caracteristici ale grupului italoromance din centrul și sudul Italiei. Zeneize(literalmente „genoveză”), varianta vorbită în Genova, capitala Liguriei, este dialectul pe care se bazează liguriana standard.
Există o lungă tradiție literară a poeților și scriitorilor ligurieni care merge din secolul al XIII-lea până în prezent, printre care se pot găsi scriitorii Luchetto Gattilusio (anonimul genovez), Martin Piaggio și Gian Giacomo Cavalli.

## Descriere
Ca limbă galo-italică, liguriana este strâns legată de limba lombardă, piemonteză și emiliană-romagnolă, toate vorbite în regiunile vecine. Cu toate acestea, spre deosebire de limbile menționate anterior, liguriana prezintă trăsături italiene distincte. Nicio legătură nu a fost demonstrată între liguriana romanică și limba vorbită de ligurii antici care locuiau în zonă, numită și ea liguriană. Se știe doar că toponimele au supraviețuit din Liguria antică, numele Liguria însuși fiind cel mai evident exemplu.
Liguriana nu se bucură de un statut oficial în Italia. Prin urmare, nu este protejată de lege. Din punct de vedere istoric, dialectul genovez (cel vorbit în orașul Genova) este cel koiné în scris, datorită rolului să semi-oficial de limbă a Republicii Genova, importanței sale tradiționale în comerț și în literatură.
Ca și alte limbi regionale din Italia, utilizarea limbii liguriene și a dialectelor sale este în declin rapid. ISTAT (serviciul central italian de statistici) susține că în 2012, doar 9% din populație folosea o altă limbă decât italiana standard cu prietenii și familia, care scade la doar 1,8% cu străinii. Mai mult, conform ISTAT, limbile regionale sunt vorbite mai frecvent de persoanele cu educație slabă și de persoanele în vârstă, mai ales în zonele rurale. Liguria nu face excepție. Se poate presupune în mod rezonabil că piramida vârstei este puternic părtinitoare față de persoanele în vârstă care s-au născut înainte de cel de-Al Doilea Război Mondial, cu o competență care se apropie rapid de zero pentru generațiile mai tinere. Comparativ cu alte limbi regionale din Italia, liguriana a cunoscut un declin semnificativ mai mic, care poate fi o consecință a statutului său sau a declinului timpuriu pe care l-a suferit în trecut.

## Vocabular 
| Liguriană               | Italiană   | Franceză         | Română     | Catalană    |
| ----------------------- | ---------- | ---------------- | ---------- | ----------- |
| péi sau péia, pl. péie, | pera, pere | poire, poires    | pară, pere | pera, peres |
| mei sau méia, pl. méie  | mela, mele | pomme, pommes    | măr, mere  | poma, pomes |
| çetrón                  | limone     | citron           | lămâie     | llimona     |
| pèrsego                 | pesca      | pêche            | piersică   | préssec     |
| çêxa                    | ciliegia   | cerise           | cireaşă    | cirera      |
| nôxe                    | noce       | noix             | nucă       | nou         |
| êuvo                    | uovo       | œuf              | ou         | ou          |
| cà sau casa             | casa       | maison, domicile | casă       | casa sau ca |
| ciæo                    | chiaro     | clair            | clar       | clar        |
| éuggio                  | occhio     | œil              | ochi       | ull         |
| bràsso                  | braccio    | bras             | braţ       | braç        |
| arvî                    | aprire     | ouvrir           | a deschide | obrir       |
| serrâ                   | chiudere   | fermer           | a închide  | tancar      |

## Fonologie

### Consone
|            |            | Labiale | Dentale/ Alveolare | Post- alveolară | Palatale | Velare |
| ---------- | ---------- | ------- | ------------------ | --------------- | -------- | ------ |
| Oclusive   | Surde      | p       | t                  |                 |          | k      |
| Oclusive   | Sonantă    | b       | d                  |                 |          | ɡ      |
| Africate   | Surde      |         |                    | t͡ʃ              |          |        |
| Africate   | Sonantă    |         |                    | d͡ʒ              |          |        |
| Fricative  | Surde      | f       | s                  | ʃ               |          |        |
| Fricative  | Sonantă    | v       | z                  | ʒ               |          |        |
| Nazale     | Nazale     | m       | n                  |                 | ɲ        | ŋ      |
| Vibrante   | Vibrante   |         | r                  |                 |          |        |
| Aproximate | Laterale   |         | l                  |                 |          |        |
| Aproximate | Semivocale |         |                    |                 | j        | w      |

### Vocale
|          | Anterioare | Anterioare | Centrale | Posterioare |
| -------- | ---------- | ---------- | -------- | ----------- |
| Închise  | i iː       | y yː       |          | u uː        |
| Mijlocii | e eː       | ø̞ ø̞ː       |          |             |
| Mijlocii | ɛ ɛː       | ɛ ɛː       |          | ɔ ɔː        |
| Deschise |            |            | a aː     |             |

Între diftonguri se includ ei [ej] și òu [ɔw].

## Legături Externe
- Associazione O Castello (în italiană și liguriană)
- Académia Ligùstica do Brénno (în liguriană)
- "Official Orthography and Alphabet" Ortografia și alfabetul oficial propus de Académia Ligùstica do Brénno (în liguriană)
- A Compagna